# Risikobeurteilung
Die Risikobeurteilung (englisch risk assessment) ist im Rahmen des Risikomanagements von Unternehmen die Beurteilung sämtlicher vorhandener Risiken.

## Allgemeines
Das Risikomanagement umfasst Risikobeurteilung, Risikobewältigung und Risikokommunikation, wobei die Risikobeurteilung in die Teilbereiche Risikoidentifikation, Risikoanalyse und Risikobewertung untergliedert ist. Die vollständige Risikowahrnehmung ist die Voraussetzung dafür, dass Risiken überhaupt erkannt und entdeckt werden können. Hierbei ergibt sich bereits das Problem, dass verschiedene Risikoträger dasselbe Risiko unterschiedlich oder gar nicht wahrnehmen. Erfolgt die Risikowahrnehmung fehlerhaft als selektive Wahrnehmung, so werden nur bestimmte Risiken wahrgenommen, andere vorhandene jedoch ausgeblendet. Eine mangelhafte Risikowahrnehmung wirkt sich negativ auf die nachfolgenden Phasen des Risikomanagements aus.

## Rechtsfragen
Einschlägige Richtlinien (z. B. Maschinenrichtlinie 2006/42/EG, Druckgeräterichtlinie 2014/68/EU) und entsprechend in nationales Recht umgesetzte Gesetze (z. B. Produktsicherheitsgesetz) fordern explizit die Durchführung einer Risikobeurteilung (ehemals Gefahrenanalyse) und die damit einhergehende Risikominderung. 
Die Grundnorm (Sicherheit von Maschinen) gibt allgemeine Gestaltungsleitsätze sowie Begriffsdefinitionen an die Hand und beschreibt das Verfahren der Risikobeurteilung ausführlich. Sicherheit von Maschinen bedeutet in diesem Kontext, dass Maschinen die ihnen zugedachten Funktionen in der jeweiligen Lebensphase ausführen können und das Risiko hinreichend gemindert wurde. Die Gewährleistung der Sicherheit von Maschinen ist eine iterative Aufgabe der Konstruktion.

## Abgrenzung der Begrifflichkeiten

### Risikobeurteilung und Gefahrenanalyse
Der Begriff „Gefahrenanalyse“ wurde aus Internationalisierungsgründen in der aktuellen Fassung der Maschinenrichtlinie 2006/42/EG durch den Begriff „Risikobeurteilung“ ersetzt. Auch in der Grundnorm EN ISO 12100 (Sicherheit von Maschinen) findet der Terminus „Gefahrenanalyse“ keine Verwendung mehr. In der Druckgeräterichtlinie 2014/68/EU hingegen ist die „Gefahrenanalyse“ immer noch die übliche Bezeichnung für ein iteratives Gesamtverfahren zur Risikominderung. Dementsprechend sind Risikobeurteilung und Gefahrenanalyse synonym verwendete Begrifflichkeiten, die durch die Verwendung in der jeweiligen Norm lediglich terminologisch neu geordnet wurden. Inhaltlich handelt es sich aber um dasselbe iterative Verfahren zur Risikominderung bei der Bereitstellung von Produkten auf dem Markt.

### Gefährdungsbeurteilung
Die Gefährdungsbeurteilung ist ein Begriff, der in diversen Richtlinien, Verordnungen und Gesetzen zum Arbeitsschutz verwendet wird. Demnach fordern insbesondere die Betriebssicherheitsverordnung (BetrSichV), das Arbeitsschutzgesetz (ArbSchG) und die Gefahrstoffverordnung (GefStoffV) die Durchführung einer „Gefährdungsbeurteilung“. Dabei werden alle Gefahren betrachtet, die in einer Arbeitsstätte von den verwendeten Arbeitsmitteln ausgehen können. 
Der wichtigste Unterschied zwischen Gefährdungsbeurteilung und Risikobeurteilung liegt darin, dass sich die Gefährdungsbeurteilung zwar beispielsweise auf dieselbe Maschine bezieht, aber seitens des Betreibers vor Inbetriebnahme der Maschine durchzuführen ist. Die Risikobeurteilung ist als iterativer Prozess Aufgabe des Herstellers der Maschine und dient der Risikominderung vor Inverkehrbringen. Die Risikobeurteilung wird daher sinnvollerweise bereits in den Entwicklungs- bzw. Konstruktionsprozess der Maschine integriert. Wird von einem Unternehmen eine Maschine, z. B. für die eigene Fertigung, gebaut, muss für diese Maschine aus Herstellersicht die Risikobeurteilung und anschließend aus Betreibersicht die Gefährdungsbeurteilung durchgeführt und dokumentiert werden.

## Prozessablauf

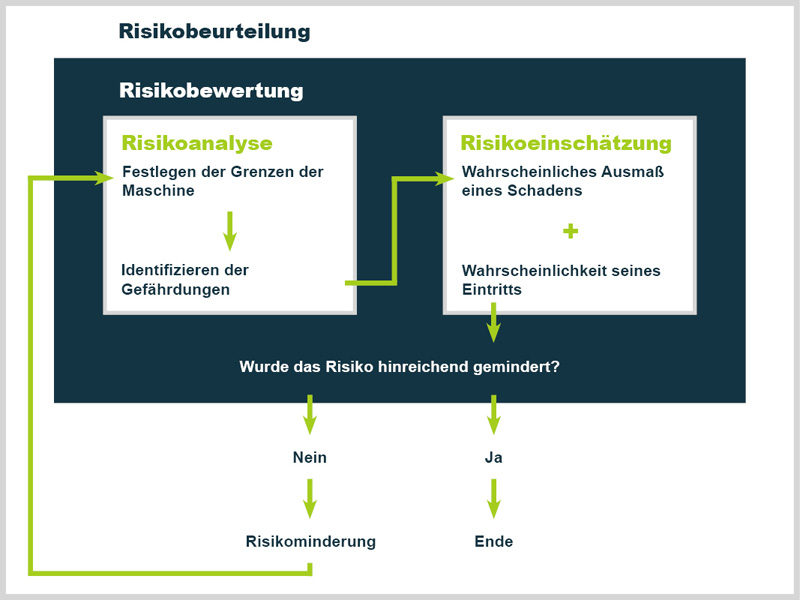
Das Verfahren der Risikobeurteilung in Form eines Ablaufdiagramms

Der Risikobeurteilung vorausgegangen ist die Risikoaggregation. Deren Ergebnisse übernimmt die Risikobeurteilung, indem sie eine Risikoklassifizierung in hohe, mittlere und geringe Risikoausmaße vornimmt. Die Autoren sehen Risikobeurteilung und Risikobewertung als Synonyme, doch bildet die Risikoklassifizierung die Schnittstelle zwischen Risikobewertung und Risikobewältigung. Eine Klassifizierung wird durch die ordinal skalierte Einstufung der Risiken, wie sie im Finanzwesen durch Anlage- und Risikoklassen, Ratings oder Kreditscorings erfolgt, auch entsprechend bei Nichtbanken vorgenommen.
Beurteilungsobjekt ist das Risiko, das einen Wert auf einer Beurteilungsdimension (Risikoklassifizierung) zugeteilt bekommt. Als Beurteilungsmaßstab dienen die Unternehmensziele wie Gewinnmaximierung/Kostendeckung, wirtschaftliche Sicherheit, Risikotragfähigkeit und Liquidität. Unter Beachtung dieser Ziele und der Risikoeinstellung des Risikoträgers sind geringe und mittlere Risiken vertretbar, unvertretbar hohe Risiken müssen durch Risikobewältigung entweder vermieden oder insbesondere gemindert, diversifiziert, kompensiert oder überwälzt werden. Gelingt dies nicht oder nur teilweise, ist eine bilanzielle Risikovorsorge vorzunehmen.
Die Risikobewertung folgt der Risikobeurteilung. Die Risikobewertung schließt sich unmittelbar an die Risikoeinschätzung an. In dieser Phase des Risikomanagements wird geprüft, ob das Risiko für die determinierten Gefährdungen hinreichend gemindert wurde oder nicht. Wurde das jeweilig betrachtete Risiko hinreichend gemindert, endet damit das Gesamtverfahren des Risikomanagements. Wird die Risikominderung als unzureichend eingestuft, werden weitere Überlegungen zur Risikominderung angestellt. Diese Überlegungen sind nicht Bestandteil des Gesamtverfahrens. Unter Berücksichtigung des veränderten Risikos startet der Prozess dann erneut mit der Risikoidentifikation.